# Nepersche Ungleichung
Die Nepersche Ungleichung (englisch Napier’s inequality) ist eine Ungleichung des mathematischen Teilgebiets der Analysis, die auf den schottischen Mathematiker John Napier (1550–1617) zurückgeht. Sie liefert elementare untere und obere Abschätzungen für den reellen natürlichen Logarithmus.

## Darstellung der Ungleichung
Die Ungleichung lautet folgendermaßen:
Gegeben seien zwei reelle Zahlen {\displaystyle a} und {\displaystyle b} und es gelte {\displaystyle 0<a<b}.
Dann bestehen die Ungleichungen
(N) {\displaystyle {\frac {1}{b}}<{\frac {\ln b-\ln a}{b-a}}<{\frac {1}{a}}} .

## Herleitung der Neperschen Ungleichung mittels Differenzialrechnung
Für die Steigungen der Tangenten {\displaystyle t_{a}}, {\displaystyle t_{b}} und der Sehne {\displaystyle s_{ab}} gilt:
{\displaystyle m\left(t_{a}\right)<m\left(s_{ab}\right)<m\left(t_{b}\right)},
woraus unmittelbar die Nepersche Ungleichung folgt. (siehe Figur 1)

## Herleitung der Neperschen Ungleichung mittels Integralrechnung
Aus
{\displaystyle {\frac {1}{b}}(b-a)<\int _{a}^{b}{\frac {1}{x}}\,\mathrm {d} x<{\frac {1}{a}}(b-a)}
folgt nach elementaren Umformungen und Stammfunktionsbildung
(N') {\displaystyle {\frac {b-a}{b}}<\ln b-\ln a<{\frac {b-a}{a}}} .
Also erhält man die Neperschen Ungleichung mittels Integralrechnung. Denn danach ist der mittlere Term von (N') nichts weiter als der Inhalt der Fläche unterhalb des Funktionsgraphs der reellen Kehrwertfunktion im Intervall {\displaystyle [a,b]}. (siehe Figur 2)

## Grafische Darstellungen der beiden Herleitungen
Die beiden Herleitungen lassen sich durch grafische Veranschaulichungen unterstützen.

Figur 1 zum Beweis der Napier-Ungleichung mittels Differenzialrechnung
Figur 2 zum Beweis der Napier-Ungleichung mittels Integralrechnung

## Anwendung
Eine nützliche Anwendung der Neperschen Ungleichung ergibt sich, wenn man darin {\displaystyle a=1} sowie – für eine natürliche Zahl {\displaystyle n} – noch {\displaystyle b=1+{\tfrac {1}{n}}} setzt.
Dann nämlich ergibt sich wegen {\displaystyle b-a={\tfrac {1}{n}}} und {\displaystyle \ln a=0}
{\displaystyle {\frac {1}{1+{\frac {1}{n}}}}<{\frac {\ln \left(1+{\frac {1}{n}}\right)}{\frac {1}{n}}}<{\frac {1}{1}}}
und weiter
{\displaystyle {\frac {n}{n+1}}<n\cdot \ln \left(1+{\frac {1}{n}}\right)<1}
und schließlich
{\displaystyle {\frac {n}{n+1}}<\ln {\left(1+{\frac {1}{n}}\right)}^{n}<1} .
Durch Limesbildung erhält man dann
{\displaystyle \lim _{n\to \infty }{\ln {\left(1+{\frac {1}{n}}\right)}^{n}}=1}
und es folgt aus Stetigkeitsgründen und durch Anwendung der Exponentialfunktion
{\displaystyle \lim _{n\to \infty }\left(1+{\frac {1}{n}}\right)^{n}=\exp(1)=e} .

## Verwandte Ungleichungen
Die Nepersche Ungleichung lässt sich erheblich verschärfen. Dies zeigt etwa die Ungleichung von Hermite-Hadamard, welche die Nepersche Ungleichung nach sich zieht. Denn berücksichtigt man hier die Tatsache, dass die Einschränkung der reellen Umkehrfunktion auf das Intervall {\displaystyle ]0,\infty [} der positiven Zahlen eine konvexe Funktion ist, so ergeben sich für {\displaystyle 0<a<b} sogleich die Abschätzungen 
{\displaystyle {\frac {1}{\left({\tfrac {a+b}{2}}\right)}}\leq {\frac {\ln b-\ln a}{b-a}}\leq {\frac {{\frac {1}{a}}+{\frac {1}{b}}}{2}}}
und damit
{\displaystyle {\frac {2}{a+b}}\leq {\frac {\ln b-\ln a}{b-a}}\leq {\frac {1}{2}}\left({\frac {1}{a}}+{\frac {1}{b}}\right)} .
Für den Fall, dass insbesondere {\displaystyle b=a+1} ist, hat man sogar die folgenden – und für diesen Fall besseren! – Abschätzungen:
{\displaystyle {\frac {2}{2a+1}}<\ln \left(1+{\frac {1}{a}}\right)<{\frac {1}{\sqrt {a^{2}+a}}}} .